# 로잔나 포에버
《로잔나 포에버》(Roseanna's Grave, Roseanna Forever)는 이탈리아에서 제작된 폴 웨이랜드 감독의 1997년 영화이다. 장 르노 등이 주연으로 출연하였고 폴 트리비츠 등이 제작에 참여하였다.

## 출연

### 주연
- 장 르노
- 메르세데스 룰

### 조연
- 폴리 워커
- 마크 프랭켈

## 기타
- 라인프로듀서: 크리스 톰슨
- 미술: 로드 맥린
- 의상: 애니 하딩
- 배역: 니나 골드